# Mažirina
Mažirina je nenaseljeni otočić u hrvatskom dijelu Jadranskog mora.
Njegova površina iznosi 0,266 km². Dužina obalne crte iznosi 2,08 km.